# 프라임 (e스포츠)
프라임(Prime)은 대한민국의 전 스타크래프트 II, 리그 오브 레전드 프로게임단이다. 스타크래프트 II 승부조작 사건으로 스타크래프트 II 팀이 해체되었으며 리그 오브 레전드 팀 또한 스베누 코리아 (SBENU KOREA)로 운영하기도 했으나 2016년 10월 8일에 해체되었다.

## 역사
2010년 8월 4일 곰TV에서 스타크래프트 리그를 해설했던 이준호 전 해설위원이 스타크래프트 II 프로게임단 Prime을 창단했다.
초대 감독은 이준호 감독이었으며, 2010년 10월 13일 부로 소속 선수였던 박외식선수가 2대 감독으로 취임하여 현재에 이르고 있다. 동시에 초대 감독이었던 이준호 전 감독은 팀 매니저로 보직을 변경하였다.
2010년 열린 TG삼보-인텔 STARCRAFT II OPEN Season 1에서는 64강에 곽한얼, 안홍욱, 이형주등 총 13명의 선수를 본선에 올려놓았으며, 이는 당시 최다 진출 선수였다. 특히 당시 곽한얼, 안홍욱 선수는 8강에 올랐다. 이어서 열린 Sony Ericsson STARCRAFT II OPEN Season 2에서는 이정훈, 이형주, 곽한얼 등 7명의 선수를 본선에 진출시켰고, 이정훈 선수는 준우승을 차지하였다. 해당 시즌 중에 열린 블리즈컨 토너먼트에서 곽한얼 선수는 타 팀 소속 정민수 선수와 함께 대한민국 국가대표로 출전하여 4위의 성적을 거둔 바 있다. 그 뒤 열린 Sony Ericsson STARCRAFT II OPEN Season 3에는 안홍욱, 곽한얼, 최성훈, 김남규 등 9명의 선수를 본선에 진출시켰고, 안홍욱 선수는 4강에 진출하였다.
2015년 5월 19일 프라임의 리그 오브 레전드 팀이 스베누의 네이밍 스폰서를 받게 되어 차기 시즌부터 '스베누 소닉붐'이라는 이름으로 활동한다.
2015년 10월 19일 스타크래프트 II 승부조작 사건으로 인하여 스타크래프트 II 종목의 코칭스태프 및 선수 전원 모두가 공석 상태가 되어 사실상 해체된 상태가 되었고 12월 2일 스타크래프트 II 종목 팀이 공식 해체되었다.

## 게임단 연혁
- 2010년 8월 4일 창단 (초대 감독:이준호)
- 2010년 9월 블리즈컨 토너먼트 2010 곽한얼 대한민국 국가대표 확정
- 2010년 10월 2대 감독 박외식 취임
- 2010년 11월 Sony Ericsson STARCRAFT II OPEN Season 2 이정훈 준우승
- 2010년 지스타 스타크래프트 II 올스타전 이정훈 준우승
- 2010년 12월 사바사바치킨과 후원협약 체결 / 종료
- 2012년 1월 Thermaltake, Tt esports와 후원협약 체결
- 2012년 1월 OCZ Technology와 후원협약 체결
- 2013년 8월 e스포츠 연맹 탈퇴
- 2013년 10월 리그 오브 레전드 팀 창단 발표.(옵티머스, 센티널)
- 2013년 11월 16일 LongZhu, MVP, 콩두 몬스터와 함께 한국e스포츠협회 가입
- 2014년 2월 홈앤쇼핑과 후원협약 체결
- 2014년 4월 IT엔조이와 후원협약 체결
- 2015년 5월 19일 프라임 리그 오브 레전드 팀, 스베누와 네이밍 스폰서 후원 계약 체결 및 팀명 변경 (스베누 소닉붐)
- 2015년 8월 샤이컴즈와 후원협약 체결
- 2015년 8월 3대 감독 김동환 취임
- 2015년 12월 2일 프라임 스타크래프트 II 팀 해체 발표
- 2016년 4월 28일 리그 오브 레전드 스베누 소닉붐, 챌린저스로 강등
- 2016년 5월 스베누 소닉붐에서 스베누 코리아 (SBENU KOREA)로 팀명 변경

## 주요 성적

### 개인
- 2010년 9월 TG삼보-인텔 STARCRAFT II OPEN Season 1 곽한얼, 안홍욱 8강
- 2010년 9월 블리즈컨 토너먼트 2010 곽한얼 대한민국 국가대표 확정
- 2010년 10월 블리즈컨 토너먼트 2010 곽한얼 4위
- 2010년 11월 Sony Ericsson STARCRAFT II OPEN Season 2 이정훈 준우승
- 2010년 지스타 스타크래프트 II 올스타전 이정훈 준우승
- 2010년 12월 Sony Ericsson STARCRAFT II OPEN Season 3 안홍욱 4강
- 2011년 1월 소니 에릭슨 글로벌 스타크래프트 II 리그 January 이정훈 준우승
- 2011년 4월 LG 시네마 3D GSL 월드 챔피언쉽 서울 이정훈 준우승
- 2011년 6월 LG 시네마 3D 슈퍼 토너먼트 최성훈 우승
- 2013년 8월 2013 WCS 코리아 시즌 2 옥션 올킬 스타리그 조성주 우승

### 단체
- 2011년 10월 2011 글로벌 스타크래프트 II 팀 리그 시즌 1 준우승
- 2012년 3월 IPL Team Arena Challenge 2 우승
- 2012년 4월 2012 글로벌 스타크래프트 II 팀 리그 시즌 1 우승
- 2012년 8월 IPL Team Arena Challenge 3 6강

## 역대 팀 감독

### 스타크래프트 II
- 초대 감독: 이준호 (재임 기간:2010년 8월 ~ 2010년 10월)
- 2대 감독: 박외식 (재임 기간:2010년 10월 ~ 2015년 7월)
- 3대 감독: 김동환 (재임 기간:2015년 8월 ~ 2015년 10월)

### 리그 오브 레전드
- 초대 감독: 박외식 (재임 기간:2015년 5월 ~ 2015년 10월)
- 2대 감독: 박재석 (재임 기간:2015년 12월 ~ )

## 역대 후원 기업
- 2010년 12월 ~ 2014년 1월 : 사바사바치킨
- 2012년 1월 ~ 2014년 1월 : Tt eSports[4]
- 2012년 1월 ~ 2015년 10월 : OCZ Technology
- 2014년 2월 ~ 2015년 10월 : 홈앤쇼핑
- 2014년 4월 ~ 2015년 10월 : IT엔조이
- 2014년 6월 ~ 2015년 10월 : 케이텔
- 2015년 8월 ~ 2015년 10월 : 샤이컴즈
- 2015년 5월 ~ 2015년 10월 : 스베누

## 주요 종목
- 스타크래프트 II
- 리그 오브 레전드

소속선수
2016 Lol Champions Korea Spring 기준.
| 이름                    | 소환사명 | 포지션 |
| ----------------------- | -------- | ------ |
| 서현석(Seo Hyun-seok)   | Soul     | 탑     |
| 이강표(Lee Kang-pyo)    | SorR     | 탑     |
| 성연준(Seong Yeon-joon) | Flawless | 정글   |
| 오승주(Oh Seung-ju)     | SaSin    | 미드   |
| 신정현(Shin Jung-hyun)  | Nuclear  | 원딜   |
| 박기선(Park Ki-sun)     | Secret   | 서포터 |

## 같이 보기
- 글로벌 스타크래프트 II 리그
- 스타크래프트 II 협의회
- e스포츠 연맹
- 한국e스포츠협회